# M5 3インチ砲
M5 3インチ砲（M5 3インチほう、3inch Gun M5）とは、アメリカ合衆国が第二次世界大戦中に開発した対戦車砲である。本砲はT9高射砲の3インチ（76.2mm）砲身とM2 105mm榴弾砲の部品を組み合わせて開発された。戦車駆逐大隊の牽引砲部隊が本砲を運用し、1943年以降のイタリア戦線・西部戦線で使用された。
本砲は初期の対戦車砲よりも性能が優れていたものの、砲の重量及び弾薬に起因する問題を抱えていた。本砲を装備した戦車駆逐大隊の牽引砲大隊はバルジの戦いで多くの損失を出し、一方でより機動力・防護力に優れる戦車駆逐車を装備する自走砲大隊が戦力を保持したことで両者の評価は決定的なものになった。牽引砲大隊は自走砲大隊に改編されることとなり、本砲は前線から緩やかに引き上げられていった。
現在でも儀礼用として少数が運用されている。

## 概要
米国初の対戦車砲であるM3 37mm砲は1940年に部隊配備が開始された。軽量のM3対戦車砲は人力での運用も容易であり歩兵部隊の要求に沿った砲であったが、一方で砲兵部隊や陸軍武器科はより強力な砲が必要となることを予測していた。M1897 75mm野砲を改造したものやM3 75mm戦車砲の牽引砲型など数種類の砲が急造された。
1940年の終わりごろ、陸軍武器科はT9高射砲を原型とする新型対戦車砲の開発を始めた。新型対戦車砲はT9高射砲の3インチ砲身とM2榴弾砲の閉鎖機・駐退復座機・砲架を組み合わせて開発することとした。T10 3インチ砲の名称を付与された試作砲は1941年9月に完成し、試験では多少の問題点が判明したものの既存の砲よりも優れた性能を有することは明白であった。これを受けて本砲はM5 3インチ砲、本砲の砲架はM1として制式化された。
既に述べたように本砲の砲身はT9高射砲、本砲の砲尾・駐退復座機・砲架はM2榴弾砲のものをそれぞれ使用している。施条は右回り28条、25口径で1回転する。閉鎖機は手動操作の水平閉鎖式、駐退復座機は液気圧式を採用している。砲架は開脚式で、砲尾の下に単一の平衡ばねを有する。車輪は空気式である。
本砲の製造は1942年12月に開始された。1943年11月には防盾をM2榴弾砲の平坦なものから新型の傾斜を有するものに変更した砲架がM6として制式化された。1944年1月にAGF（陸軍地上軍管理本部）はM1砲架をM6砲架に換装することを要求し、結果として前線に到着した本砲の大半はM6砲架を有していた。(参考：M1砲架を使用する本砲)
以下に各年毎の本砲の生産数を示す。
| M5 3インチ砲の生産数 |      |       |       |       |
| 年                   | 1942 | 1943  | 1944  | 合計  |
| 生産数               | 250  | 1,250 | 1,000 | 2,500 |

## 配備
本砲は既存の対戦車砲と比べて性能の向上があったにもかかわらず、陸軍の各部隊は新型砲の配備に消極的であった。歩兵部隊は本砲の規模・重量は過大であると考えており、また戦車駆逐部隊はより機動性に富む戦車駆逐車を求めていたからである。最終的にはレスリー・マクネアらAGF首脳部の圧力によって戦車駆逐大隊に配備されることとなった。この背景には北アフリカ戦線において戦車駆逐車の被発見性が高いという欠点が認識されたこと、及びイギリス軍が壕に搬入した牽引砲を用いて戦果を挙げていたことがあると思われる。
AGFは1943年3月31日に15個の戦車駆逐大隊を牽引砲大隊に改編するよう命じたが、後には戦車駆逐大隊の半数が改編されることとなった。戦車駆逐大隊は12門の砲を有する中隊を3個有しており、1個大隊あたり36門の牽引砲を有する。砲牽引車としてはM3ハーフトラックが用いられたが、1944年9月1日からはM3に換えてM39多目的装甲車を用いることとなった。ただし実際にM39が前線に到着したのは1945年春であった。
これら牽引砲大隊は対戦車能力を向上させる目的で陸軍の師団に配属された。戦車駆逐大隊を歩兵師団に配備することが一般的であったが、機甲師団や空挺師団に配備された例も存在した。また牽引砲大隊を中隊に分割して別々の師団に配備した例や、逆に1つの師団が複数の戦車駆逐大隊（牽引砲大隊と自走砲大隊が混在）を持つ例も存在した。

## 運用
1943年10月、最初の牽引砲大隊である第805戦車駆逐大隊がイタリアに到着した。本砲はイタリア戦線及び西部戦線で運用された。本砲が参加した戦闘として特筆すべきものは1944年8月のモルタンの戦いであろう。第30歩兵師団に配属された第823戦車駆逐大隊は本砲11門の喪失と引き換えに敵戦車14両を撃破し、サン・バルテルミーの防衛において大きな役割を果たした。
本来の対戦車砲としての役割に加えて本砲は師団野砲を補完する火砲として間接照準射撃、あるいは構造物に対する直接照準射撃を実施した。例として第614戦車駆逐大隊の戦闘報告には砲2門を有する1個班が敵警戒所に対して143発の射撃を実施し、うち139発が命中したということが書かれている。
本砲は陸軍が運用していた既存の砲よりも性能面で優れていたが、人力で動かすには規模・重量が過大であり、また対戦車砲としての能力についてもやや物足りない面があった。初期の問題として低抵抗被帽付徹甲弾（APCBC）及び榴弾の信管に関する問題が存在した。また本砲用の弾薬として離脱装弾筒付徹甲弾（APDS）が開発されることはなく、硬芯徹甲弾（APCR）は存在したものの戦車駆逐大隊に支給されたかは定かではない。このようなこともあり、指揮官や兵士は機動力と防護力を有する戦車駆逐車をより評価していた。
戦車駆逐大隊と本砲の価値を問う上でもっとも大規模なテストといえるのはバルジの戦いである。この戦いにおいて牽引砲部隊は自走砲部隊と比べてより多くの損失を出す一方、挙げられた戦果もより少ないものであった。前述のモルタンの戦いで活躍した第823戦車駆逐大隊の報告書では「対戦車砲は1門また1門と敵戦車や歩兵部隊の側面攻撃を受けることになり、小火器や機関銃による攻撃によって蹂躙されることとなった。」と記している。直近の戦闘から得られた戦訓をもとに、戦争省は1945年1月11日に全ての牽引砲部隊を自走砲部隊に改編するよう命じた.。これにより本砲は前線から緩やかに引き上げられることとなり、それはヨーロッパでの戦闘の終結まで続いた。
現在でも本砲は式典で用いる礼砲として運用が続けられている。第3歩兵連隊に所属する大統領礼砲小隊（Presidential Salute Guns Platoon）がフォート・マイアーで本砲を運用しており、主にワシントン首都圏における儀礼で使用している。

## 弾薬
本砲は非分離式の弾薬筒を用いる。薬莢は3インチ薬莢Mk IIM2（薬莢長585mm・リム付）を使用する。
本砲の原型であるT9高射砲はM1918 3インチ高射砲の派生型であり、本砲の砲身も基本的には同じものである。すなわち本砲はT9高射砲を原型とする車載砲と同様の対戦車能力を有しているということを意味する。例としてM5 GMC（試作車両であり、製造は行われなかった）に搭載されたM6、M10 GMC・M6重戦車に搭載されたM7がある。下記の表では本砲・M6・M7用の弾薬を挙げているが、一部の弾薬（硬芯徹甲弾など）は戦車駆逐大隊に配備されなかった可能性がある。
| 使用弾薬一覧                            |                 |                                   |           |                          |
| 種類                                    | 制式名称        | 重量 (弾薬筒/砲弾)                | 充填物    | 砲口初速                 |
| 曳光徹甲弾 （AP-T）                     | M79徹甲弾       | 12.05 / 6.8 kg (26.56 / 15 lbs)   | -         | 792 m/秒 (2,600 ft/秒)   |
| 低抵抗被帽付曳光徹甲榴弾 （APCBC/HE-T） | M62被帽付徹甲弾 | 12.36 / 7 kg (27.24 / 15.43 lbs)  |           | 792 m/秒 (2,600 ft/秒)   |
| 硬芯曳光徹甲弾 （APCR-T）               | M93高速徹甲弾   | 9.42 / 4.26 kg (20.76 / 9.39 lbs) | -         | 1,036 m/秒 (3,400 ft/秒) |
| 榴弾                                    | M42A1榴弾       | 11. 3 / 5.84 kg (25 / 12.87 lbs)  | TNT 390 g | 853 m/秒 (2,800 ft/秒)   |
| 発煙弾                                  | M88発煙弾       | 6.99 / 3.35 kg (15.41 / 7.38 lbs) | 塩化亜鉛  | 274 m/秒 (900 ft/秒)     |
| 演習弾                                  | M85演習弾       |                                   |           |                          |
| 訓練弾                                  | M42B2訓練弾     |                                   |           |                          |

| 装甲貫徹力一覧 |                 |                   |                     |                     |
| 弾薬 / 射距離 | 457 m (500 yds) | 914 m (1,000 yds) | 1,371 m (1,500 yds) | 1,828 m (2,000 yds) |
| M79徹甲弾（着弾角30°, 均質鋼板）                                                                                     | 109 mm          | 92 mm             | 76 mm               | 64 mm               |
| M62被帽付徹甲弾（着弾角30°, 均質鋼板）                                                                               | 93 mm           | 88 mm             | 82 mm               | 75 mm               |
| M93高速徹甲弾（着弾角30°, 均質鋼板）                                                                                 | 157 mm          | 135 mm            | 116 mm              | 98 mm               |
| <注>装甲貫徹力の評価方法は国・時代によって異なっており、それらを単純に比較することは不可能であることに留意されたし。 |                 |                   |                     |                     |

## 登場作品

### ゲーム
『R.U.S.E.』
アメリカの対戦車砲として登場。